# مجید قیدی
مجید قیدی (زاده ۱۸ مرداد ۱۳۶۸ در تهران) کماندار ایرانی و عضو تیم ملی تیراندازی با کمان ایران است. او همسر پریسا براتچی تیرانداز اهل زنجان است.وی هم اکنون سرمربی تیم ملی کامپوند دانشجویان ایران است.

## حضور در بازی‌های آسیایی
مجید قیدی  توانست در هشتمین روز بازی‌های آسیایی ۲۰۱۴، اینچئون، کره جنوبی در بخش تیمی ماده کامپوند، به همراه اسماعیل عبادی و امیر کاظم‌پور با شکست دادن تیم ملی تیراندازی با کمان فیلیپین به نشان برنز مسابقات دست یابد.